# Tadeusz Górczyk
Tadeusz Józef Górczyk (* 16. Oktober 1961 in Jasło; † 21. Dezember 2020 ebenda) war ein polnischer Politiker (PC, PPChD, PiS). Er gehörte von 1991 bis 1993 dem Sejm in dessen I. Wahlperiode an.

## Leben und Beruf
Tadeusz Górczyk studierte an der AGH Wissenschaftlich-Technische Universität und schloss das Studium 1987 ab. In den 1990er Jahren war er an der Gründung kommerzieller Radiosender beteiligt. Später war er bis 2007 in der Stadtverwaltung von Jasło tätig, wo er die Produktion des lokalen Fernsehprogramms organisierte. 2009 wurde er Direktor des regionalen Fernsehzentrums TVP Rzeszów. 2017 wurde er Sekretär der Gmina Tarnowiec. Er wurde auf dem kommunalen Friedhof in Jasło beigesetzt.

## Politik
Während seines Studiums war Górczyk Vorsitzender des Unabhängigen Studentenverbandes an seiner Fakultät. Während des Kriegsrechts war er von Dezember 1982 bis März 1983 interniert.
Górczyk wurde bei der ersten vollständig freien Parlamentswahl 1991 für das Porozumienie Centrum (PC) in den Sejm gewählt. Später wechselte er zur Porozumienie Polskich Chrześcijańskich Demokratów (PPChD) und war deren Vorsitzender im Powiat Jasielski und Mitglied im Woiwodschaftsvorstand der Partei für das Karpatenvorland. Er beteiligte sich 2001 an der Gründung der Prawo i Sprawiedliwość (PiS), in der er bis 2006 aktiv war. Anschließend organisierte er das Wahlkomitee „Przymierze Samorządowe Prawicy“, für das er bei den Selbstverwaltungswahlen 2006 in den Kreistag des Powiat Jasielski gewählt wurde. Bei den Selbstverwaltungswahlen 2010 kandidierte er für das Wahlkomitee „Przymierza Samorządowego Podkarpacia“ erfolglos als Bürgermeister von Jasło. Er wurde aber erneut in den Kreistag gewählt. 2014 bewarb er sich erneut um das Amt als Stadtoberhaupt, belegte aber mit 8,0 % der Stimmen nur den vierten Platz unter sechs Kandidaten.

## Ehrungen
- 2014 Kreuz der Freiheit und Solidarität[8]